# ASRAAM
Advanced Short Range Air-to-Air Missile ASRAAM, tudi AIM-132 je IR-vodena raketa zrak-zrak, ki jo trenutno uporabljajo Kraljeve letalske sile (RAF) in Kraljeve avstralske letalske sile (RAAF). ASRAAM je bil zasnovana kot naslednica AIM-9 Sidewinder. Sprva je pri razvoju, ki se je začel v 1980ih, sodelovala tudi Nemčija, vendar je zaradi skeptičnosti o sposobnostih rakete pozneje odstopila. 
ASRAAM ima večjo hitrost in dolet kot predhodnica AIM-9. Nova raketa naj bi imela visoko (50g) manevrirnost, vendar ima precej manjše kontrolne povšrine kot npr. R-73 ali Python Raketa ima možnost zaklepa na tarče v kotu okrog 100 stopinj od osi rakete. 

## Specifikacije
- Teža: 88 kg
- Dolžina: 2,90 m
- Premer: 166 mm
- Razpon krilc: 450 mm
- Bojna glava: 10 kg z laserskim bližinskim/udarnim detonatorjem
- Motor: trdo gorivni raketni
- Doseg: do 50 km, najmanjša razdalja 300 metrov
- Hitrost: Mach 3+
- Vodenje: IR, možnost "zaklepa" na tarčo po izstrelitvi (LOAL)

## Uporaba na letalih
- Eurofighter Typhoon (RAF)
- Panavia Tornado (RAF)
- McDonnell Douglas F/A-18 Hornet (RAAF)